# TI Motors
TI Motors war ein britischer Hersteller von Automobilen.

## Unternehmensgeschichte
Tim Ivory gründete 1985 das Unternehmen in Greenfield in der Grafschaft Bedfordshire. Er begann mit der Produktion von Automobilen und Kits. Der Markenname lautete TI. 1986 erfolgte der Umzug nach Shefford in Bedfordshire. 1987 endete die Produktion. Insgesamt entstanden etwa 35 Exemplare.

## Fahrzeuge
Das einzige Modell war der Tuscan. Dies war die Nachbildung des AC Cobra. Ein Leiterrahmen aus Stahl bildete die Basis. Darauf wurde eine offene zweisitzige Karosserie montiert. Die vordere Radaufhängung kam vom Ford Cortina und die hintere, allerdings modifiziert, vom Ford Capri. Verschiedene V6-Motoren von Ford und V8-Motoren von Rover trieben die Fahrzeuge an. Mit einem Neupreis von 1750 Pfund für einen Bausatz zählte das Modell zu den billigeren Angeboten auf dem Markt.